# Pascal Colard
Pascal Colard, född 1938, är en fransk konstnär och poet inom surrealismen. 

## Biografi
Pascal Colard publicerade sina första surrealistiska texter i tidskriften La Brèche, action surréaliste år 1960. År 1965 grundade han och några vänner gruppen RUpTure som hade kopplingar till nytrotskistiska kretsar.
Colard har sin ateljé i Belleville och är bosatt i Les Lilas.

## Verk (urval)
- «Totems» och «Voyage organisé» i La Brèche, action surréaliste, 1964
- «Signes précurseurs» i RUpTure, 1967
- RUpTure, 1970–1971
- RUpTure, 1974–1975
- Paysage – reconstitué, RUpTure, 1977
- Peine capitale libérée, «RUpTure», 1977